# Zorro
 Denne artikel omhandler den amerikanske heltefigur Zorro. Opslagsordet har også en anden betydning, se Lorenor Zorro.
Zorro (spansk: "ræv") er en fiktiv, fægtende helt, som blev opfundet af forfatteren Johnston McCulley i 1919. Zorro er en hemmelig identitet for Don Diego de la Vega, og historierne om ham foregår i det 19. århundredes Californien, som på den tid var en spansk koloni. Figuren Zorro har optrådt i talrige romaner, film, tv-serier, tegneserier osv.
Zorro er en meget dygtig kårdefægter og akrobat. Han ridder på sin hest Tornado. Han er kendt for at efterlade sit mærke, der er et stort Z.
Zorro er en af de første eksempler på maskerede hævnere, med den dobbeltidentitet. Karakteren har inspireret skabelsen af en række andre lignende karakterer i magasiner og andre medier, og han er forgænger for superhelte i amerikanske tegneserier, hvor særligt Batman og Lone Ranger har tætte paralleller til Zorro.

## Film
Zorro er blevet filmatiseret en række gange med forskellige skuespillere
Amerikanske film
- The Mark of Zorro (1920), med Douglas Fairbanks, instrueret af Fred Niblo
- Don Q, Son of Zorro (1925), med Douglas Fairbanks, directed by Donald Crisp
- The Bold Caballero (1936), med Robert Livingston, instrueret af Wells Root
- The Mark of Zorro (1940), med Tyrone Power, instrueret af Rouben Mamoulian
- The Erotic Adventures of Zorro (1972), en erotisk parodi med den maskerede hævner, produceret i Italien og Tyskland, Douglas Frey
- Zorro, The Gay Blade (1981), en parodi instrueret af Peter Medak med George Hamilton som Diego Jr. og hans tvillingebror Ramon. Diego Jr. efterfølger sin afdøde far som Zorro, men brækker sit ben, og Ramon overtager mens Diego Jr. bliver rask.
- The Mask of Zorro (1998), instrueret af Martin Campbell med Anthony Hopkins som en aldrende Don Diego de la Vega og Antonio Banderas som Alejandro Murrieta, en fredløs der træner for at blive den næste Zorro, og Alejandro ender med at gifte sig med Diegos datter Elena (Catherine Zeta-Jones)
- The Legend of Zorro (2005), efterfølger tilThe Mask of Zorro fra 1998, der igen hvor Antonio Banderas og Catherine Zeta-Jones spiller der roller, og instrueret af Martin Campbell

Mexicanske film
- El nieto del Zorro (1948) mexicansk western med Resortes
- El Zorro Escarlata (1959), mexicansk western med Luis Aguilar
- El regreso del monstruo (1959), mexicansk western med Luis Aguilar
- El Zorro escarlata en diligencia fantasma (1959), mexicansk western med Luis Aguilar
- El correo del norte (1960), mexicansk western med Luis Aguilar
- La máscara de la muerte (1961), mexicansk western med Luis Aguilar
- La trampa mortal (1962), mexicansk western med Luis Aguilar
- La venganza de la Sombra (1962), mexicansk western med Luis Aguilar
- El Zorro Vengador (1962), mexicansk western med Luis Aguilar
- La Gran Aventura Del Zorro (1976), mexicansk western med Rodolfo de Anda, der foregår i et meget primitivt San Francisco Bay Area.

### Tv-serie
Amerikanske serier – live-action
- Zorro, en Disney tv-serie af en halv times varighed, der blev sendt fra 1957 til 1959, med Guy Williams som Zorro i 78 episoder.
- Zorro and Son, sendt i 1983 med fem episoder. De ter en sitcom med en aldrende Don Diego (Henry Darrow), der træner sin søn Carlos (Paul Regina) skal efterfølge ham som Zorro.
- Zorro, også kaldet The New Zorro, New World Zorro, eller Zorro 1990, var en tv-serie med Duncan Regehr som Zorro i 88 episoder på The Family Channel fra 1990 til 1993.

Amerikanske serier – animation
- The New Adventures of Zorro, animeret serie fra 1981 fra Filmation, der består af 13 episoder. Henry Darrow (senere medvirket i Zorro & Son) lægger stemme til titelkarakteren.
- The New Adventures of Zorro, animeret serie fra 1997–1998 fra Fred Wolf Films, der består af 26 episoder.
- The Amazing Zorro, 2002 made for TV animated film created by DIC Entertainment as part of their DIC Movie Toons lineup. It premiered on Nickelodeon and was later released on DVD and VHS shortly afterward by MGM Home Entertainment.
- Zorro: Generation Z,[1] animeret tv-serie fra 2006 fra BKN International der består af 26 episodes. Den følger efterfølgeren til den oprindelige Zorro, der også hedder Diego De La Vega, der bekæmper kriminalitet og den korrupte regering i Pueblo Grande.

Internationale serier
- Kaiketsu Zorro, (1996–1997) japansk animeversion fra NHK og Ashi Productions, der består af 52 episoder.
- Zorro: La Espada y la Rosa (Sværet og Rosen), en spansk-sproget tv-serie fra 2007 fra Sony Pictures og Telemundo, med Christian Meier som Don Diego de la Vega/Zorro. Serien består af 112 episodes.
- Zorro, en tv-serie fra 2009 fra GMA Network på Filippinerne, med Richard Gutierrez.[2] It consists of 98 episodes.
- Zorro: The Chronicles, a French animated series (2015), voiced by Johnny Yong Bosch[3]
- Zorro, en spansk tv-serie fra 2024, der er produceret af Secuoya Studios til Amazon Prime i Spanien, Portugal, Andorra, Latinamerika og USA. De 10 episoder blev instrueret af Javier Quintas, Jorge Saavedra og José Luis Alegría med Miguel Bernardeau i hovedrollen samt Renata Notni.[4]